# Teuffenthal
Teuffenthal ist eine Einwohnergemeinde im Schweizer Kanton Bern. Sie gehört zum Verwaltungskreis Thun.
Sie ist nicht zu verwechseln mit der Gemeinde Teufenthal im Kanton Aargau.

## Geographie
Teuffenthal (auch Teuffenthal bei Thun) liegt in einem kleinen Nebental der Zulg, etwa 7 km östlich der Stadt Thun. Die Gemeinde liegt in der Montanstufe, 770–1396 m ü. M. auf einer Fläche von 453 ha. Ein eigentliches Zentrum gibt es nicht, Teuffenthal besteht aus Weilern und einzelnen Hofsiedlungen. Läden gibt es keine.

## Politik
Die Stimmenanteile der Parteien anlässlich der Nationalratswahl 2023 betrugen: SVP 62,9 % (−1,0 %), EDU 11,8 % (+2,2 %), EVP 7,7 % (−2,7 %), SP 2,9 % (+0,6 %), Mitte 2,5 % (+0,5 %), FDP 1,5 % (−0,4 %), glp 1,2 % (−0,6 %), GPS 0,9 % (−1,8 %).

## Verkehr
Teuffenthal ist durch die STI-Buslinien 33 via Homberg, Steffisburg und Thun ans öffentliche Verkehrsnetz angeschlossen.

## Besonderheiten
Erwähnenswert ist die ehemalige Kläranlage. Sie basierte auf einer so genannten Wurzelraumanlage, welche nie richtig funktionierte. Später wurde die Gemeinde an die ARA Thunersee in der Uetendorfer Allmend angeschlossen. Nahe dem höchsten Punkt der Gemeinde, der Schwendiblueme (1396 m), im angrenzenden Sigriswil, steht der Aussichtsturm Blueme, der einen Blick ins Berner Oberland, Mittelland und Emmental ermöglicht.